# Richmond Hill (Georgia)
Richmond Hill es una ciudad ubicada en el condado de Bryan en el estado estadounidense de Georgia. En el año 2000 tenía una población de 6.959 habitantes.

## Geografía
Richmond Hill se encuentra ubicada en las coordenadas 31°56′17″N 81°18′49″O / 31.93806, -81.31361 (31.938151, -81.313750).
Según la Oficina del Censo, la localidad tiene un área total de 26,4 km² (10,2 mi²), de la cual 26,3 km² (10,2 mi²) es tierra y 0,1 km² (0 mi²) (0.30%) es agua.

## Demografía
Según la Oficina del Censo en 2000 los ingresos medios por hogar en la localidad eran de $47,061, y los ingresos medios por familia eran $54,457. Los hombres tenían unos ingresos medios de $36,823 frente a los $25,810 para las mujeres. La renta per cápita para la localidad era de $18,891. 